# 友田由里子
友田 由里子（ともだ ゆりこ、1965年〈昭和40年〉9月12日 - ）は、日本のモデル、女優。

## 経歴・人物
1965年9月12日、東京都世田谷区に生まれる。本名:友田 由里子。バイオリニストの友田啓明は、父である。
中学校1年生の時、母と街を歩いているときにスカウトされモデルとなる。雑誌などを活動の場にキャリアを重ねるが、玉川学園女子短期大学卒業後はテレビ番組のレポーターに転身、『キャッチアップ』『ときめきマリン』などに出演する。
1984年、この年の川崎汽船のキャンペーンガールに就任。1987年の『家庭の問題』は自身初のテレビドラマ出演である。高橋真紀は女子大生ではあるが、勉強もせずにのらりくらりと過ごし親に心配をかける娘で、友田は読売新聞の取材に対し「私に似たところのある役柄なので地を活かしているって感じ」と述べている。「夏目雅子さんのような女優になりたい」と発言したこともあり、他にもいくつかのテレビドラマに出演している。1992年7月3日から9月25日にかけて放送された『ずっとあなたが好きだった』のタイトルバックで潜水を披露。
2006年9月25日、セストセンソ株式会社（広告代理店）設立。2024年現在同代表取締役。
その他
胸を自由にピクピクと動かせるという特技を持つ。実は友田は学生時代には背泳ぎでインカレに出場したことがあり、シンクロのコーチの免許もある。バーベルも少しやったことがあり、胸はほぼ筋肉のようなもの。スキューバダイビングの国際ライセンス保有。趣味は水泳と乗馬。

## 出版

### 書籍
- 白鳥岳朋『水中写真虎の巻』（第二刷）マリン企画、1996年6月22日。ISBN 4-89512-355-3。 - 取材協力

### 雑誌
- 週刊平凡パンチ（1982年11月1日号） - 表紙
- THEお嬢さまマガジン 1986年10月
- Beppin1月号増刊 スーパー水着美人（1986年1月15日）
- Tarzan No.235（1996年5月22日）
- 「問題点水泳完全マスターBOOK 泳いでこんなカラダを手に入れた！ 有名人、自慢の水泳美体型写真館」『Tarzan』第278号、マガジンハウス、1998年4月8日、59頁。
- 「TRAVELOGUE #30 友田由里子さんのメキシコ」『CLiQUE』第7巻第7号、マガジンハウス、1995年4月20日、120頁。

## フィルモグラフィ

### 映画
- 誘う女（1995年12月9日） - 桃子 役[5]

### テレビドラマ
- 家庭の問題（1987年10月12日 - 1989年9月28日、TBSテレビ）- 高橋真紀 役[6]
- とんぼ 2話（1988年、TBSテレビ）[7]
- ずっとあなたが好きだった（1992年7月3日 - 1992年9月25日、TBSテレビ） - タイトルの女 （ノンクレジット）、お見合いの女（13話） 役[8]
- 家栽の人 12話（1993年3月25日、TBSテレビ）[9]
- 高校教師 6話（1993年、TBSテレビ）[10]
- 人間・失格〜たとえばぼくが死んだら 6話（1994年、TBSテレビ）[11]
- 月曜ドラマ・イン ふたり〜Wherever You Are〜 4話（1997年、テレビ朝日）[12]
- スウィートデビル 4話（1998年、テレビ朝日）[13]
- 月曜ドラマスペシャル（TBSテレビ）
  - 秋の旅情サスペンス 弁護士芸者のお座敷事件簿3 伊香保温泉・榛名湖連続殺人!!週刊誌への密告は死の暗示・謎の水死体と血縁関係の秘密に迫る!!（1998年9月7日）[14]
  - 弁護士芸者のお座敷事件簿5 信州上山田温泉連続殺人事件 リンゴの里を震わす5人の殺害者…卑劣な犯人の怒りが爆発する!（2000年1月24日）[15]
- あかね雲（1999年8月5日、毎日放送テレビ）[16]

### その他の番組
- 11PM（1984年9月25日、日本テレビ）- 今週のギャル
- 日立 世界・ふしぎ発見! （TBSテレビ）ミステリーハンター[17]
  - 第118回 「海のシルクロ－ド ジャワ 100万年の歴史の島」 (1988年7月30日)
  - 第131回 「偉大なる魂 マハトマ・ガンジーの生涯」 (1988年11月5日)
  - 第142回 「キャラバンと英雄史 シルクロード二千年史」 (1989年2月4日)
  - 第188回 「遥か三千年の足音 インドへの道」 (1990年1月20日)
  - 第196回 「ハロハロフィリピン 七色の文化の島々」 (1990年3月17日)
- 気分はワイルド 〜飛び出せ大自然へ〜（1995年、朝日放送テレビ・テレビ朝日）トモ姉 役
- 金曜おもしろバラエティ　アマゾン昆虫大戦争（1986年8月29日、フジテレビ）
- キャッチアップ（1988年頃、TBSテレビ）
- ときめきマリン（1988年頃、テレビ東京）

### テレビCM
- 東京健康ランド（1987年）

### 映像ソフト
- ダイビング・パラダイス／パラオ - LD。株式会社創美映像（MJL-1018, 4988116210185）。共演:エミリー新井
- ダイビング・パラダイス／パラオ - VHD。株式会社創美映像。共演:エミリー新井